# Поль Рикар (трасса)
Автодром Поль Рикар (фр. Circuit Paul-Ricard) — трасса, используемая для гонок Гран-при Франции Формулы-1. Числилась в списке автодромов Формулы-1 в сезонах 1971—1990 годов, в 2018 году вновь вернулась в календарь чемпионата. Здесь проводились этапы серии MotoGP в 1988—1999 годах. Широко используется как тестовая трасса, имея множество конфигураций.
Трасса построена в 1970 году недалеко от деревни Ле-Кастелле (34 километра восточнее города Марсель, Франция). Строительство автодрома финансировал крупнейший французский производитель напитков Поль Рикар, в честь которого и назван автодром. Также упоминается как трасса Ле-Кастелле (фр. Circuit du Castellet), по месту расположения.
В 1999 году приобретена Берни Экклстоуном. Автодром модернизирован для имитации условий различных трасс Формулы-1 и носит также название Paul Ricard High Tech Test Track.
5 декабря 2016 года на пресс-конференции в штаб-квартире Автомобильного клуба Франции было официально объявлено, что в 2018 году трасса возвращается в календарь Формулы-1, а также Формулы-2 и GP3.

## Конфигурация
Поль Рикар — автодром «нового формата» — достаточно короткий по меркам 1970-х годов, отвечающий жёстким требованиям безопасности. Трасса была очень скоростной, так как содержала длинную (около 2 километров) прямую Мистраль (фр. Mistral). Однако, после гибели на тестах Элио де Анжелиса в 1986 году трасса была сокращена до 3,8 км (построена перемычка между прямыми Мистраль и старт/финиш). Начиная с конфигурации 2018 года для Формулы-1 и младших серий трасса имеет шикану на прямой Мистраль.
| Версия     | Схема                                            | Длина (м) | Гран-при Формулы-1                                       | Рекорд круга в квалификации                                    |
| Версия     | Схема                                            | Длина (м) | Гран-при Формулы-1                                       | Рекорд круга в гонке                                           |
| ---------- | ------------------------------------------------ | --------- | -------------------------------------------------------- | -------------------------------------------------------------- |
| 1970–2001  |                                                  | 5 810     | 9 (1971, 1973, 1975, 1976, 1978, 1980, 1982, 1983, 1985) | 1:32,462 (Кеке Росберг, Williams FW10, 1985)                   |
| 1970–2001  | 1:39,914 (Кеке Росберг, Williams FW10, 1985)     | 5 810     | 9 (1971, 1973, 1975, 1976, 1978, 1980, 1982, 1983, 1985) |                                                                |
| 1970–2001  |                                                  | 3 813     | 5 (1986–1990)                                            | 1:04,402 (Найджел Мэнселл, Ferrari 642, 1990)                  |
| 1970–2001  | 1:08,012 (Найджел Мэнселл, Ferrari 642, 1990)    | 3 813     | 5 (1986–1990)                                            |                                                                |
| 2005–н.в.  |                                                  | 5 842     | 3 (2018–2019, с 2021)                                    | 1:28,319 (Льюис Хэмилтон, Mercedes AMG F1 W10 EQ Power+, 2019) |
| 2005–н.в.  | 1:32,740 (Себастьян Феттель, Ferrari SF90, 2019) | 5 842     | 3 (2018–2019, с 2021)                                    |                                                                |
| Источники: |                                                  |           |                                                          |                                                                |

## Победители Гран-при Франции на автодроме Поль-Рикар
| Сезон | #  | Пилот           | Конструктор    | Отчёт |
| ----- | -- | --------------- | -------------- | ----- |
| 2021  | 71 | Макс Ферстаппен | Red Bull-Honda | Отчёт |
| 2019  | 69 | Льюис Хэмилтон  | Mercedes       | Отчёт |
| 2018  | 68 | Льюис Хэмилтон  | Mercedes       | Отчёт |
| 1990  | 40 | Ален Прост      | Ferrari        | Отчёт |
| 1989  | 39 | Ален Прост      | McLaren-Honda  | Отчёт |
| 1988  | 38 | Ален Прост      | McLaren-Honda  | Отчёт |
| 1987  | 37 | Найджел Мэнселл | Williams-Honda | Отчёт |
| 1986  | 36 | Найджел Мэнселл | Williams-Honda | Отчёт |
| 1985  | 35 | Нельсон Пике    | Brabham-BMW    | Отчёт |
| 1983  | 33 | Ален Прост      | Renault        | Отчёт |
| 1982  | 32 | Рене Арну       | Renault        | Отчёт |
| 1980  | 30 | Алан Джонс      | Williams-Ford  | Отчёт |
| 1978  | 28 | Марио Андретти  | Lotus-Ford     | Отчёт |
| 1976  | 26 | Джеймс Хант     | McLaren-Ford   | Отчёт |
| 1975  | 25 | Ники Лауда      | Ferrari        | Отчёт |
| 1973  | 23 | Ронни Петерсон  | Lotus-Ford     | Отчёт |
| 1971  | 21 | Джеки Стюарт    | Tyrrell-Ford   | Отчёт |